# Бестужев Микола Олександрович

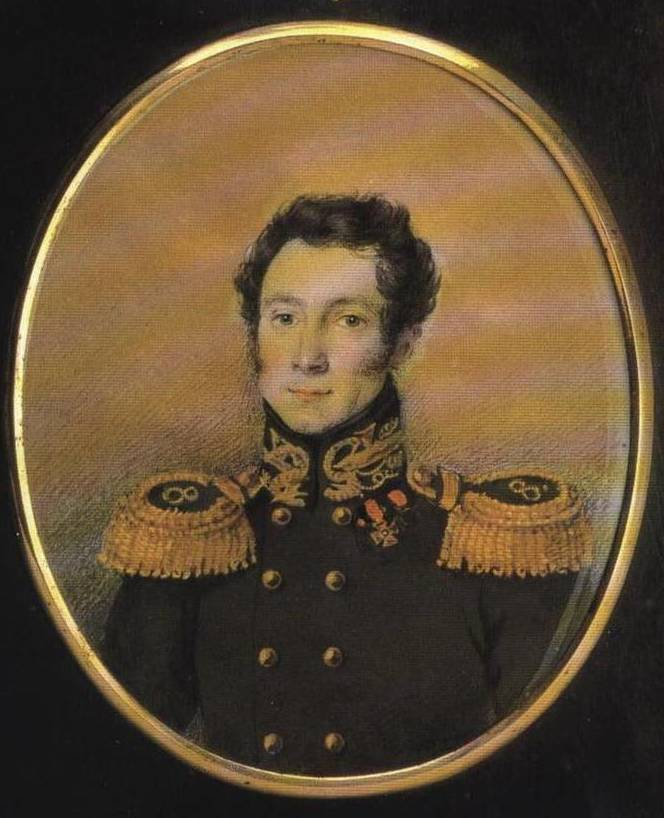
Автопортрет

Бестужев Микола Олександрович (13 квітня 1791 — 15 травня 1855) — декабрист, капітан-лейтенант 8 флотського екіпажу, брат декабристів Бестужева Михайла Олександровича,Бестужева Олександра Олександровича і Бестужева Петра Олександровича. Прозаїк, критик, художник.

## Біографія

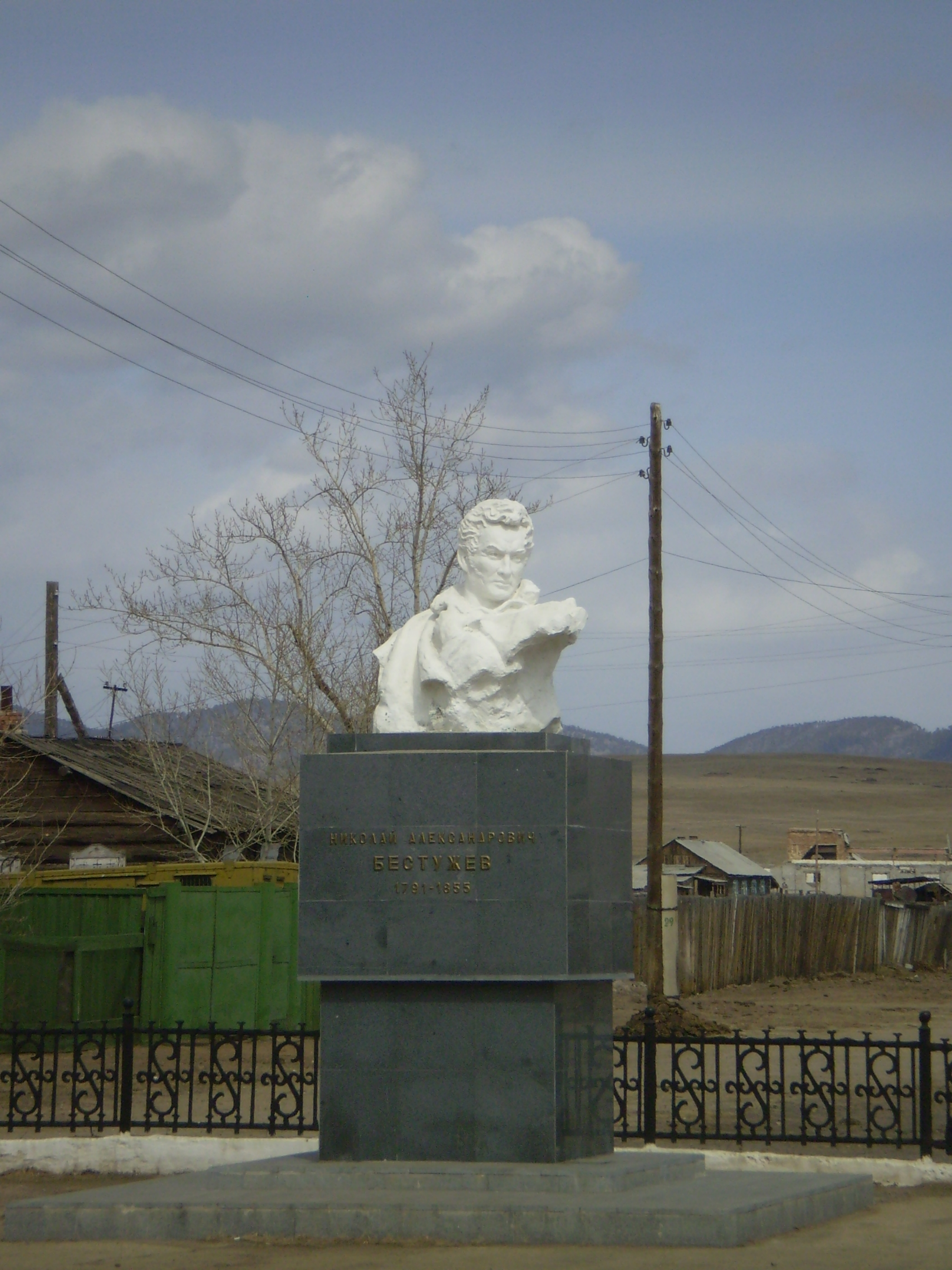
Пам'ятник М.О.Бестужеву в Новоселенгіське.

Народився у Петербурзі. 1802 — вступив до Морського кадетського корпусу. 1807 — гардемарин. 1809 — мічман. 1810 — зарахований до штату морського корпусу підпоручником. 1813 — переведений до флоту мічманом.
З 1820 року в Кронштадті, виконував обов'язки помічника наглядача Балтійських маяків. В 1821 році організував літографію при Адміралтейському департаменті, за що в 1823 році нагороджений орденом святого Володимира 4 ступеня. Навесні 1822 року прикомандирований до Адміралтейського департаменту задля написання історії російського флоту, за відмінну службу отримав звання капітан-лейтенанта. В липні 1825 року призначений директором Адміралтейського музею. В 1824 році на фрегаті «Проворный» як історіограф здійснив плавання у Францію і Гібралтар.
Член Вільного товариства любителів російської словесності. В 1822 році обран членом Цензурного комітету. З 1825 року член Вільного економічного товариства. З 1818 — співсотруднік журналів «Полярна зірка», «Син Вітчизни».
Масон, член ложі «Обраного Михайла» з 1818 року. Член Північного товариства з 1824 року. Автор проекту «Маніфеста до російському народу». Активний учасник повстання на Сенатській площі. Заарештований 16 грудня 1825 року, ув'язнений у Алексєєвському равеліні Петропавлівської фортеці. Засуджений за 2 розрядом і за конфірмацією, вирок — довічна каторга. Покарання відбував у Петровському заводі. У 1839 році Микола Бестужев був відправлений на поселення в місто Селенгінськ (нині селище Новоселенгінськ) . Помер і похований в Новоселенгінську.

## Художник-аквареліст
Микола Бестужев був надзвичайно обдарованою людиною: письменник, винахідник, художник, творець портретної галереї декабристів. Перебуваючи у в'язниці, Бестужев задумав намалювати портрети своїх товарищів, щоб зберегти їх для наступних поколінь. За 12 років перебування на каторзі він створив акварельні портрети не тільки усіх декабристів, які відбували каторгу разом з ним, а також їхніх дружин, що добровільно приїхали до Сибіру, аби бути разом зі своїми чоловіками. Художник до самої своєї смерті зберігав 76 акварелей, з них 68 — портрети головних учасників повстання на Сенатській площі. На кожному портреті підпис того, хто зображений. Дотепер знайдено 201 акварель за авторством Бестужева: портрети в'язнів-декабристів, їх дружин, дітей, а також зображення Читинського острогу і Петровського заводу, краєвидів Сибіру.

## Літературні твори
- «Оповідання та повісті старого моряка М. Бестужева».
- «Записки о Голандії 1815 року».
- «Плавание фрегата «Проворного» в 1824 году».